# Прекрасная Россия будущего
«Прекрасная Россия будущего» (сокращённо ПРБ) — выражение, употребляемое либеральной российской оппозицией по отношению к предполагаемому будущему России, в котором будут развиты институты демократии, а власть будет осуществляться демократически избранными политиками. Представителями других политических течений в российской оппозиции выражение используется реже или почти не используется.

## История

### Происхождение
Клише происходит из президентской кампании Алексея Навального 2017 года, оно фактически стало её слоганом. Изначально выражение «прекрасная Россия будущего» использовал российский политик Алексей Навальный, когда говорил о преобразованиях, которые он намерен провести в случае прихода к власти. Согласно программе Навального, «прекрасная Россия будущего» — это президентско-парламентская республика с сильными регионами и муниципалитетами, независимым судом, многопартийностью, разгосударствленной и демонополизированной экономикой, низким неравенством и укрощённой коррупцией. Навальный также пытался зарегистрировать партию под названием «Россия будущего». Как отмечает ведущий научный сотрудник Института философии РАН Ю. Д. Гранин, формула «ПРБ» в силу своей яркости почти сразу превратилась в политический мем.

### Распространение
В дальнейшем, это выражение приобрело некоторую известность и среди других российских политиков. Так, политик и соратник Алексея Навального Леонид Волков утверждал, что российские эмигранты заключают в себе серьёзный кадровый потенциал для «прекрасной России будущего», а политик Михаил Светов заявлял, что идеологические разногласия с его партнёром Навальным имеет смысл разрешать только в «прекрасной России будущего», где работают выборные институты, где есть свобода слова, и где они могут в цивилизованной обстановке на что-то повлиять. Политический и общественный деятель Максим Кац также регулярно использует эту фразу, например, в названии видео на его YouTube-канале.
Также это выражение используют писатели и журналисты. Писатель Алексей Иванов в интервью «Новой газете» по поводу выхода его романа и аудиосериала «Тени тевтонов» сказал: «Мы строим не новую Россию — „прекрасную Россию будущего“, — а „СССР-2“. Мы возвращаем Крым, опять проводим Олимпиаду, возрождаем идеологию, затеваем новую холодную войну и вообще выбиваем пыль из старых чучел». Экономист Андрей Заостровцев в своей статье на «Фонтанке» называет «прекрасной Россией будущего» стремление к идеальному будущему страны и чем оно «прекраснее», тем «шире прореха на человечестве».
В июле 2021 года прокремлевский юрист и колумнист провластного издания "Рупостерс" Илья Ремесло подал в Роспатент заявки на регистрацию товарного знака «Прекрасная Россия будущего» и аббревиатуры ПРБ. Изданию «Медуза» Ремесло заявил, что ему показалось «интересным» словосочетание и что он намерен использовать его в своей общественной деятельности, связанной с медиа. В феврале 2024 года решение о регистрации было принято.
В феврале-марте 2022 года пользователи Твиттера на фоне вторжения России на Украину начали распространять новый вариант флага России, ставший одним из символов антивоенного движения. Авторы сайта, посвящённого бело-сине-белому флагу, представляют его, как «флаг прекрасной России будущего». 15 марта 2022 года эфире программы «Статус» политолога Екатерины Шульман на вопрос от слушателя о появлении в России «антивоенного флага», ведущая ответила, что значение символов в политике нельзя преуменьшать, что «переизобретение» России — это большое занятие для всего интеллектуального класса на ближайшие десятилетия, так как прежняя формация государства «рассыпается на глазах». Комментарий Шульман о лёгкости воспроизведения протестного символа подтверждают и дополняют слова Кай Катониной на эту же тему. Завершила ответ на заданный вопрос Екатерина словами: «Прежнее прошло, теперь будет новое».

## Оценки
Доктор политических наук Ольга Попова утверждает, что образ «прекрасной России будущего», в котором обозначен только один элемент — отсутствие коррупции, хорош исключительно для рекламного политического слогана.
Доктор философских наук С. Н. Некрасов считает: «„Прекрасная Россия будущего“ — это критика существующего капитализма ради „хорошего“ капитализма — мелкобуржуазного, поповского, реакционного, феодального. Это идеология общества, где человек будет вполне счастлив».
Кандидат политических наук Иван Преображенский считает, что «прекрасной России будущего» Алексея Навального уготована роль «нежелательной России», которая «сидит в тюрьме, если пытается бороться за власть». Литературовед Илья Кукулин заявил: «Всё-таки Россия не будет прекрасной, а только такой, какой мы её сделаем».